# Latvijas kauss 1999
La Coppa di Lettonia 1999 (in lettone Latvijas kauss) è stata la 58ª edizione del torneo a eliminazione diretta. Il FK Rīga ha vinto il trofeo per la prima volta.

## Formula
Tutti i turni ad eliminazione diretta: ottavi, quarti e finale in gara unica, semifinali con gare di andata e ritorno.

## Ottavi di finale
Le partite si sono giocate il 13 e il 14 aprile 1999.
| Squadra 1          | Risultato | Squadra 2         |
| ------------------ | --------- | ----------------- |
| Neste Rīga         | -         | Rēzekne           |
| Lode               | 0 – 7     | Metalurgs Liepāja |
| Mido Rīga          | 0 – 4     | Rīga              |
| Dinaburg           | 7 – 0     | Stameriena        |
| Skonto/Metāls Rīga | 0 – 5     | Valmiera          |
| Cesis              | 0 – 17    | Skonto            |
| Saldus             | 0 – 2     | Policijas         |
| Ventspils          | 8 – 0     | Auda Ķekava       |

## Quarti di finale
Le partite si sono giocate tra il 5 maggio 1999.
| Squadra 1         | Risultato | Squadra 2 |
| ----------------- | --------- | --------- |
| Metalurgs Liepāja | 4 – 0     | Rēzekne   |
| Rīga              | 3 – 1     | Dinaburg  |
| Valmiera          | 1 – 4     | Skonto    |
| Policijas         | 0 – 4     | Ventspils |

## Semifinali
Le partite si sono giocate il 12 maggio, quelle di ritorno il 19 e 20 maggio 1999.
| Squadra 1 | Totale | Squadra 2         | Andata | Ritorno |
| --------- | ------ | ----------------- | ------ | ------- |
| Rīga      | 3 - 1  | Metalurgs Liepāja | 2 - 1  | 1 - 0   |
| Ventspils | 3 - 4  | Skonto            | 3 - 3  | 0 - 1   |

## Finale
| Rīga 26 maggio 1999, ore 17:00 UTC+3 | Rīga                 | 1 – 1 (d.t.s.)                                                                                 | Skonto | Stadio Daugava (2000 spett.) |
| \| \| \| \| \| Sarando 61’ \| Marcatori \| 44’ (rig.) Zemļinskis \| \| Aksyonov Kozlovs Kito Nesterenko Korabljovs Pumpa Sarando Balsevicius Karasauskas \| Tiri di rigore 6 – 5 \| Miholaps Rubins Blagonadeždins Zemļinskis Silagadze Babičevs Koļesņičenko Bleidelis Tereškinas \| |                      |                                                                                                |        |                              |
| |                      |                                                                                                |        |                              |
| Sarando 61’ | Marcatori            | 44’ (rig.) Zemļinskis                                                                          |        |                              |
| Aksyonov Kozlovs Kito Nesterenko Korabljovs Pumpa Sarando Balsevicius Karasauskas | Tiri di rigore 6 – 5 | Miholaps Rubins Blagonadeždins Zemļinskis Silagadze Babičevs Koļesņičenko Bleidelis Tereškinas |        |                              |